# Tiglatpilesar II.
Tiglatpilesar II. (podle hebrejského přepisu akkadského Tukultī-apil-Ešarra – „Má víra je v synu Ešařině“) byl asyrský král. Nastoupil na trůn po svém otci Aššur-réš-išim II. roku 967 př. n. l. a vládl až do své smrti r. 935 př. n. l.. Přes úctyhodnou délku jeho panování toho o něm mnoho nevíme. V té době byla Asýrie pod tlakem ze strany Urartu, aramejských kočovných kmenů a Babylónu. Pod asyrskou moc spadalo jen velmi malé území a Tiglatpilesar II. nedisponoval téměř žádnou vojenskou silou.
Vládl 32 let.
| Asyrský král                  | Asyrský král                        | Asyrský král            |
| ----------------------------- | ----------------------------------- | ----------------------- |
| Předchůdce: Aššur-réš-iši II. | 967–935 př. n. l. Tiglatpilesar II. | Nástupce: Aššur-dán II. |